# إذنا
اذنا بلدة فلسطينية تقع إلى الغرب من مدينة الخليل وتعد من الأراضي المحتلة عام 1967م وتقع على الخط الأخضر، مساحتها تقدر الآن ب17000 دونم بعد أن كانت 37000 دونم عام 1948م وترتفع 500 متر عن سطح البحر..

## لمحة تاريخية
كانت تقوم على موقعها مدينة «أشنه»، بمعنى سند وصلب، الكنعانية. وفي أيام الرومان حرف الاسم إلى «إدنا Iedna» وهي كلمة سريانية بمعنى «الأذن». وفي عام 659 هـ أوقفها الملك الظاهر بيبرس على الحرم الإبراهيمي في الخليل ويعود نسب  سكانها إلى الحارث بن عبد المطلب وهم فرع من السادة الكشاكلة وسميت في كتب العرب بارض الحوارث/ ارض الحوارثة نسبة اليهم

## السكان
كان في إدنا عام 1922 م 1300 شخص. وبلغوا في عام 1931 م 1719 منهم 867 ذكر. و852 انثى لهم 319 بيتاً. وفي عام 1945 م ارتفع عددهم إلى 2190 مسلماً. وفي إحصاء عام 1961 م كان في قرية إدنا 3568 مسلماً: 1691 ذ. و1877 ث، وفي احصاء عام 2021 بلغ عدد السكان ما يقارب 28000 نسمة .

## التعليم
تأسست مدرستها عام 1936 م وفي نهاية الانتداب البريطاني كان أعلى صف فيها الخامس الابتدائي. وبعد عام 1948 م ارتفعت درجة المدرسة إلى نهاية المرحلة الاعدادية. بلغ عدد طلابها عام 1966 المدرسي 552 طالباً. واما مدرسة البنات التي أقيمت فيها، وهي ابتدائية تامة، جمعت 258 طالبة. وفي إدنا أيضاً مدرسة أهلية ضمت في روضتها وصفيها الابتدائيين، في السنة المذكورة، 20 طالباً و30 طالبة.

## الخرب التابعة
- الخريِّسة كان بها عام 1961 331 نسمة: 167 ذ. و164 ث. ـ وهم مسلمون. والخريسة هذه موقع اثري يحتوي على أساسات مبان، بقايا كنيسة صغيرة، اعمدة، قطع معمارية، صهاريج منقورة في الصخر، مغر.
- خربة النبي صالح تقع شرق القرية، بها حسب إحصاء عام 1961 م: 100 مسلم.
- خربة البيضة تقع في الغرب من إدنا بها في عام 1961 (100) مسلم.
- خربة ام العمد (خربة الغنايم) تقع غرب اذنا وإلى الجنوب من خربة الخريسة بها: اثار كنيسة بيزنطية مهدمة مع أعمدة وعتبات أبواب عليا، بقايا دير، مغر، معصرة خمر منقورة في الصخر، ابراج للحمام، برج، صهاريج منقورة في الصخر».
- خربة سوبا، في 21 مارس 2005، قرر رئيس الوزراء الفلسطيني أحمد قريع إلغاء مجلس قروي سوبا وضم المنطقة إلى مجلس بلدي إذنا.[2]

## التسمية
إن اسم البلدة مشتق من كلمة (اشنة) الكنعانية وتعني سند وصلب، حيث كانت تقوم مقام بلدة إذنا مدينة بهذا الاسم وقد حرفت أيام الرومان إلى (idna)، وقد وجدت آثار في الخرب المحيطة بالبلدة والتي في داخلها آثار كنعانية وعبرانية ورومانية وبيزنطية وإسلامية مثل قطع ومسكوكات نقدية لمختلف العصور المذكورة، وقبور قديمة ومقابر ومعاصر عنب أو زيتون، وقناديل فخارية وزجاجية من مختلف العصور وكذلك أختام وتماثيل معدنية ونقود وسيوف ذهبية وتمتاز البلدة بمناخها المعتدل وتشتهر بزراعة الزيتون والمحاصيل البعلية ويوجد في البلدة العديد من المؤسسات والجمعيات والاندية وتتمتع البلدة بحركة تجارية نشطة

## موقعها
يحد بلدة إذنا من الشمال خربة جمرورة وبلدة ترقوميا، ومن الجنوب الدوايمة وهي "قرية فلسطينية محتلة سنة 1948 م أقام عليها الإسرائيليون مستعمرة " اماتسيا"، والكوم ودير سامت وهما من القرى التي تتبع مدينة دورا، ومن الشرق خربة سوبا التي تتبع مدينة دورا وأراضي بلدة ترقوميا، ومن الغرب الخط الأخضر وقد كان يحدها في الأربعينات بيت جبرين.

## إذنا وجدار الفصل
بدأت إسرائيل ببناء جدار الفصل العنصري في شهر ايلول من العام 2005 حيث اقيم الجدار على أراضي البلدة بشكل كامل وصادر أكثر من 3500 دونم من الأراضي الزراعية المزروعة باشجار الزيتون وكذلك الأراضي الرعوية وامتد الجدار على طول حوالي 8250 م من شمال البلدة إلى جنوبها وبذلك تكون إسرائيل صادرت ما يقارب 15000 دونم من مجموع مساحة البلدة التي كانت عام 1948 حوالي 27000 دونم. وقد أدى بناء الجدار إلى تدمير ومصادرة العشرات من ينابيع المياه وآبار الجمع والتي كان جزء من السكان يعتمدون عليها في ري ماشيتهم ومزروعاتهم.

## مواقع خارجية
- موقع بلدية إذنا
- الذاكرة الفلسطينية.